# Gábor Obitz

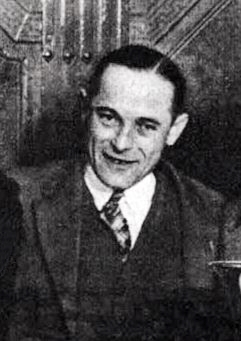
Gábor Obitz 1930

Gábor Obitz, auch unter den Namen Gábor Óbecsei und Gábor Ormai bekannt (* 18. Jänner 1899; † 20. März 1953), war ein ungarischer Fußballspieler und -trainer.

## Vereinskarriere
Obitz begann seine Karriere beim Ferencvárosi Torna Club, wo der technisch beschlagene Mittel- und Seitenläufer 1922 seinen ersten Titel holte, als die Franzensstädter den Újpesti TE im Cupfinale bezwangen. Im darauf folgenden Jahr wechselte er in die Tschechoslowakei, wo er für Makkabi Brünn spielte. Der Makkabi hatte zu dieser Zeit eine sehr spielstarke Mannschaft zusammengestellt, welche überwiegend aus ungarischen Legionären bestand. 1924 bekam der Verein jedoch erhebliche Schwierigkeiten mit dem Verband, da er eine Reihe nichtjüdischer Spieler – wie eben auch Obitz – in seinen Reihen hatte.
Dieser verließ den Verein und setzte seine Karriere in Norddeutschland fort, wo er bei Holstein Kiel tätig war. Dort gewann er zunächst 1925 den Norddeutschen Pokal, ehe in der Folgesaison das Double gelang. Als Norddeutscher Meister spielte die Mannschaft auch in der Endrunde um die Deutsche Fußballmeisterschaft 1925/26, wo man bis Halbfinale vorstieß und dort dem späteren Meister SpVgg Fürth im Düsseldorfer Rheinstadion mit 1:3 unterlag. In seiner Zeit in Kiel war sein Landsmann Béla Révész Trainer der Mannschaft. Die Kieler Zeitung meinte, dass „die Verdienste eines Bela Revesz und Obitz mit ehernen Lettern in der Geschichte des Kieler Fußballs verzeichnet“ würden. Andere kritisierten die harte Spielweise der Mannschaft um Obitz.
Danach kehrte Obitz nach Ungarn zurück, wo mittlerweile der Profifußball eingeführt worden war, und spielte wieder für den FTC. Unter dem Trainer István Tóth-Potya holte das Team rund um Márton Bukovi, Vilmos Kohut und József Takács zweimal in Folge das Double. 1928 wurde darüber hinaus der Mitropacup gewonnen, wobei Obitz aber nicht in der Finalelf stand. 1931 beendete er seine aktive Karriere.

## Nationalmannschaft
Seinen ersten Einsatz in der Nationalmannschaft hatte Obitz im November 1921 unter Gyula Kiss beim 4:2 gegen Schweden, eroberte sich jedoch danach keinen Stammplatz. Anlässlich der Olympischen Spiele 1924 berief der ungarische Verband auch seine im Ausland tätigen Spieler ein und so kam Obitz zu zwei Einsätzen auf der Position des linken Läufers. Die Ungarn schieden in der zweiten Runde durch ein 0:3 gegen Ägypten aus.
Nach seiner Rückkehr nach Ungarn wurde Obitz auch wieder in der Nationalmannschaft eingesetzt und diesmal kam er zu regelmäßigen Einsätzen. Sein letztes Spiel für Ungarn bestritt er im April 1930 gegen die Schweiz. Insgesamt kam er auf 15 Einsätze für Ungarn.

## Trainerkarriere
Obitz’ erste Station als Trainer war der rumänische Verein AMEF Arad, den er in der Saison 1931/32 betreute. Danach war Obitz zwei Jahre lang für den türkischen Verband tätig, ehe er 1936 den jugoslawischen Verein NK Ljubljana trainierte. 1939 wurde er Trainer der finnischen Nationalmannschaft. Nach dem Zweiten Weltkrieg betreute er den Zuglói AC.
Gábor Obitz starb im März 1973 im Alter von 54 Jahren im XIX. Budapester Bezirk (Kispest).

## Erfolge
- Mitropapokalsieger: 1928
- Ungarischer Meister: 1926/27, 1927/28
- Ungarischer Pokalsieger: 1921/22, 1926/27, 1927/28
- Norddeutscher Meister: 1926
- Norddeutscher Pokalsieger: 1925, 1926
- Halbfinalist der Deutschen Meisterschaft: 1925/26
- 15 Spiele für die ungarische Fußballnationalmannschaft 1921–1930